# Tamlouka
Tamlouka (în arabă تاملوكة) este o comună din provincia Guelma, Algeria.
Populația comunei este de 18.894 de locuitori (2008).